# Viktorin Vrbenský
Viktorin Vrbenský také Verbenius, Werbenius, Verbensky, Wrbenus, Wrbeni, Vltavotýnský, Muldatineus (1580 Týn nad Vltavou – 2. nebo 3. března 1622 Dobrovice) byl český luteránský duchovní, spisovatel a humanistický básník. V roce 1609 zažil vydání Rudolfova majestátu. Po bitvě na Bílé hoře byl určen za duchovního průvodce některých českých pánů před jejich popravou na Staroměstském náměstí. O této události pak napsal zprávu.
V roce 1622 byl z rekatolizovaných Čech vyobcován. K hromadnému vyobcování luterských kazatelů z Prahy došlo dne 29. října 1622 za účasti několika tisíc věřících. Kromě lidu pobouřilo vypovězení luterského duchovenstva i saského kurfiřta. Z Prahy byli současně s Vrbenským vykázáni Jiří Dikast z Mířkova, Jan Cyril Špalek, Jan Rosacius Hořovský, Samuel Martinius z Dražova a další osobnosti.

## Život
Pocházel z měšťanské rodiny, jeho otec byl radní písař a později primas v Týně nad Vltavou. Studoval v Praze a v roce 1606 byl na univerzitě ve Wittenbergu ordinován na kněze. Poté působil jako duchovní na různých místech Čech. V roce 1618 se dostal do Prahy, kde působil ve farnosti kostela svatého Mikuláše ve Starém Městě. V roce 1619 byl jmenován přísedícím dolní konzistoře. O své první zesnulé manželce napsal v roce 1606 v jednom ze svých kázání. V roce 1606 se oženil podruhé.

### Exil a úmrtí
Vlastenecký slovník historický a jiní autoři, kteří údaj ze slovníku převzali, uvádí, že Viktorin Vrbenský zemřel jako exulant v roce 1630 v Žitavě. Tento údaj nebyl historiky doložen. Novější zdroje uvádějí, že Viktorin zemřel na panství Heníka z Valdštejna, u něhož se skrýval. Po smrti Viktorina Vrbenského vydali jeho přátelé sborník Fama posthuma M. Victorini Wrbeni... Do tohoto sborníku přispělo 15 autorů, kromě Samuela Martiniuse z Dražova i Viktorinův syn Ondřej (* 1606 nebo 1609). Do žitavského exilu odešla Viktorinova druhá manželka Kateřina s dcerou Ludmilou.

## Dílo
Napsal mnoho bohosloveckých spisů; některé z nich jsou útočnými polemikami, jiné mají vzdělávací charakter. V oddělení starých trisků Knihovny Národního muzea se nacházejí:
- Biblj Swaté Knihy Starého y Nowého Zákona Kanonyzowané w sobě obsahugjcý, a o Tagemstwj wůle Božj k Spasenj Cžľowěka každého w Krystu včjcý...
- Historya o Vmučenj P.[ána] N.[ašeho] G... (1618)
- Confessio Bohemica, Vera Augustana in Quaestiones et Responsiones Resoluta (1614); česká konfese v otázkách a odpovědích
- Wýkľad Listu Krystowa Od Ewangelisty geho Swatého Jana   psaného   a do Laodyceae poslaného w spůsob třj osob rozmlúwagjcých wespolek   podlé gmen   gakáž sám Krystus Pán poľožiti ráčiľ   složený   a k vkázánj powah lidj při náboženstwj swatém se chowagjcých   pro wýstrahu leniwých   a potěssenj vtisstěných wěřjcých na swětľo vpřjmým (!) vmyslem wydaný Od M...
- Wýkľad Listu Krystowého od S° Jana do Laodycee poslaného w spůsob třj Osob rozmľauwagjcých složený a wůbec wnowě wydaný   Léta Páně M...

### Digitalizována díĺa
- VRBENSKÝ, Viktorin. Synopseis a neb Tabule gak Summownj tak po Cžástkách Cžtenj Weyročnjch ke dnům Nedělnjm ze Cžtyr Ewangelistůw Swatých od Cýrkwe Božj k zwlásstnjmu a spasytedlnému rozgjmánj wybraných a k částám Katechysmu Swatého gakožto k základu Včenj Křesťanského gehož tolikéž Summownj Tabule předcházý přiwlastněných [online]. 1606 [cit. 2023-04-08]. Dostupné online.
- VRBENSKÝ, Viktorin. Nowé léto (Totiž) Nowého krále, Immanvele, Krysta Gežijsse wtělenj, početj a narozenj (tagemstwj plné) od třj Ewangelistů geho, Jana, Matausse a Lukásse, Swatých sepsané. A w geden pořádný spis, podlé slawných theologů, w sprostnosti vwedené y na mnohých mjstech summownjm wěcý powažowánj hodných poznamenánijm wyswětlené [online]. v Danyele Sedlčanského, 1609 [cit. 2023-04-08]. Dostupné online.
- VRBENSKÝ, Viktorin. Kázanj pohřebnj nad tělem mrtwým ... Panj Johanny Daubrawnícké, etc [online]. Wytisstěné na Zamku Dobrowícy, 1614 [cit. 2023-04-08]. Dostupné online.
- VRBENSKÝ, Viktorin. Harmonia Evangelistarvm, (Totiž) Krátké a swětlé Spisů Ctyř Ewangelistů Swatých o Osobě, a Prácech Sláwě Pána nasseho Gežjsse Krysta, wypsaných, na častky rozebránj, a srownánj, pro dobré Cýrkwe Božj w Wlasti nassj Gméno Páně oslawugjcý [online]. s Powolenjm Vrozené[ho] Pána, Pana Henyka z Waldsstegna, [et]c. od Ondřege Mizery Jarowského, 1614 [cit. 2023-04-08]. Dostupné online.[6]
- VRBENSKÝ, Viktorin. Biblj Swaté Knihy Starého y Nowého Zákona Kanonyzowané w sobě obsahugjcý, a o Tagemstwj wůle Božj k Spasenj Cžlowěka každého w Krystu včjcý [online]. w Jmpressy Martina Kleinwechtera, 1618 [cit. 2023-04-08]. Dostupné online.